# Studio Voltaire
Studio Voltaire est une galerie à but non lucratif et des studios d'artistes basés à Clapham, dans le sud de Londres.
L'organisation se concentre sur les arts contemporains, en organisant un programme public d'expositions, de performances et d'événements en direct. Le Studio Voltaire investit dans la production de nouvelles œuvres et offre souvent aux artistes leur première opportunité de réaliser une exposition personnelle à Londres. L'espace de la galerie est installé dans une ancienne chapelle méthodiste victorienne et les commandes d'artistes prennent souvent la forme d'installations spécifiques au site, mettant l'accent sur l'architecture unique de l'espace. 
Le Studio Voltaire offre également des espaces de travail abordables à plus de 40 artistes et accueille des résidences d’artistes avec une variété de partenaires nationaux et internationaux. Depuis 2011, le programme Not Our Class propose une série de projets de participation et de recherche destinés aux publics locaux. 
En 2011, le Studio Voltaire a reçu un financement régulier du Arts Council England en tant qu'organisation de portefeuille national. Joe Scotland est le directeur du Studio Voltaire.